# Орбеляны
Орбеляны (арм. Օրբելյան, Օրբէլեանք) — армянский княжеский род, представители которого в 1211—1435 гг. правили средневековым армянским княжеством Сюник (включавшим территории современных Сюникской и Вайоцдзорской областей Армении, западную часть непризнанной Нагорно-Карабахской Республики и северную часть Нахичеванской Автономной Республики).
В роду Орбелянов наследственно передавались титулы князя, князя князей, главнокомандующего войсками (амирспасалара), регента (атабека), а один из представителей этого рода даже был возведён монголами в «цари». Епископат Сюника также передавался по наследству в роду Орбелянов. Резиденция (княжеский престол) Орбелянов в разное время находился в Ехегисе (ныне Артабуйнк), в Арени, а затем в Нораванке, где ныне и находится их родовая усыпальница. На родовом гербе Орбелянов, высеченном на некоторых могильных плитах Нораванка, изображён лев.

## Происхождение
Согласно К. Л. Туманову, примерно с 1200 года до середины XV века Сюнией управляла её третья династия, ветвь Мамиконидов, династия Липаритидов или Орбелянов, которая давно обосновалась в Иберии. Согласно последнему, Липаритиды получили свое название Орбели (который позже стал Орбелиани) от крепости Орби в эриставстве Самшвилде. Согласно Н. Г. Адонцу, Орбелианы, как и Мамиконяны, возводили свой род к стране «Ченк». Что согласно последнему, могло означать то что Орбелианы считали себя потомками Мамиконян. Согласно В. Минорскому, Орбеляны принадлежали к очень древней грузинской семье, которая, как говорят, пришла из Китая «тысячу лет назад». В. Минорский не сомневался в грузинском происхождении Орбелянов, согласно ему более поздняя ветвь, обосновавшая в Сюнике, отождествляла себя с армянским вероучением, и историк семьи писал на армянском языке.

### Легендарная версия
Согласно Степаносу Орбеляну, автору родовой истории Орбелянов (законченной в 1297—1300 годах в Нораванке), род этот произошёл от придворных князей страны «Ченк», которые были вынуждены переселиться сначала в Грузию, а затем в Армению. Историк указывает на то, что предки Орбелянов пришли в Грузию, пройдя через Дарьяльское ущелье. Это означает, что путь предков Орбелянов должен был пролегать через Аланию (Осетию и Хазарию).

## Исторический очерк

### Обоснование на территории Грузии
За отвагу и преданную службу при грузинском дворе, Орбеляны получили наследственный титул главнокомандующего (амирспасалар) армии и значительные территории с рядом крепостей, включая крепость Орбети на юге нынешней Грузии, от которой и произошло название рода — Орбели, а затем Орбелян.

### Восстание, поселение в Армении и раздел рода
В 1177—1178 годах амирспасалар Иване Орбели возглавил восстание князей против грузинского царя Георгия III, который нарушил своё слово и не возвёл на престол законного наследника престола, своего племянника — царевича Деметре. Однако царь Георгий III сумел внести раскол среди восставших князей, переманив на свою сторону большинство из них (в том числе и армянских князей Закарянов, позже получивших наследственный титул амирспасаларов — главнокомандующих армяно-грузинской армией). Сам Иване Орбели сдался царю Георгию и был им варварски умерщвлён в 1177 году. Вместе с ним были истреблены многие Орбеляны, их владения были утрачены, а оставшиеся в живых были изгнаны из Грузии и переселились в Армению.
В конце XII века Грузинское царство совместно с армянским дворянством начало реконкисту — освободительные войны против турок-сельджуков. С целью ещё большего объединения армяно-грузинского дворянства вокруг своего престола дочь Георгия III царица Тамара помиловала всех восставших против её отца и разрешила им вернуться в Грузию. Среди прочих в Грузию вернулся Иванэ, младший сын князя Липарита II Орбеляна, который получил лишь незначительную часть бывших родовых владений вокруг крепости Орбети. Старший же сын князя Липарита II Орбеляна Эликум I продолжил армянскую ветвь рода Орбелян в Сюнике. Когда сам Эликум I был убит в 1184 году, род Орбелянов в Сюнике возглавил его сын, освобождённый из исламского плена князь Липарит III. Благодаря посредничеству князя Иване Закаряна, командовавшего реконкистой, царь Георгий IV Лаша назначил князя Липарита III Орбеляна наместником и даровал ему обширные владения в северо-восточных провинциях Армении — в Сюнике и его областях Гехаркуник, Вайоц-Дзор, а также замок Кайен и селение Элар с окрестностями в Котайке. Орбеляны стали одним из наиболее влиятельных княжеских домов Армении.

### Орбеляны в годы монгольского ига

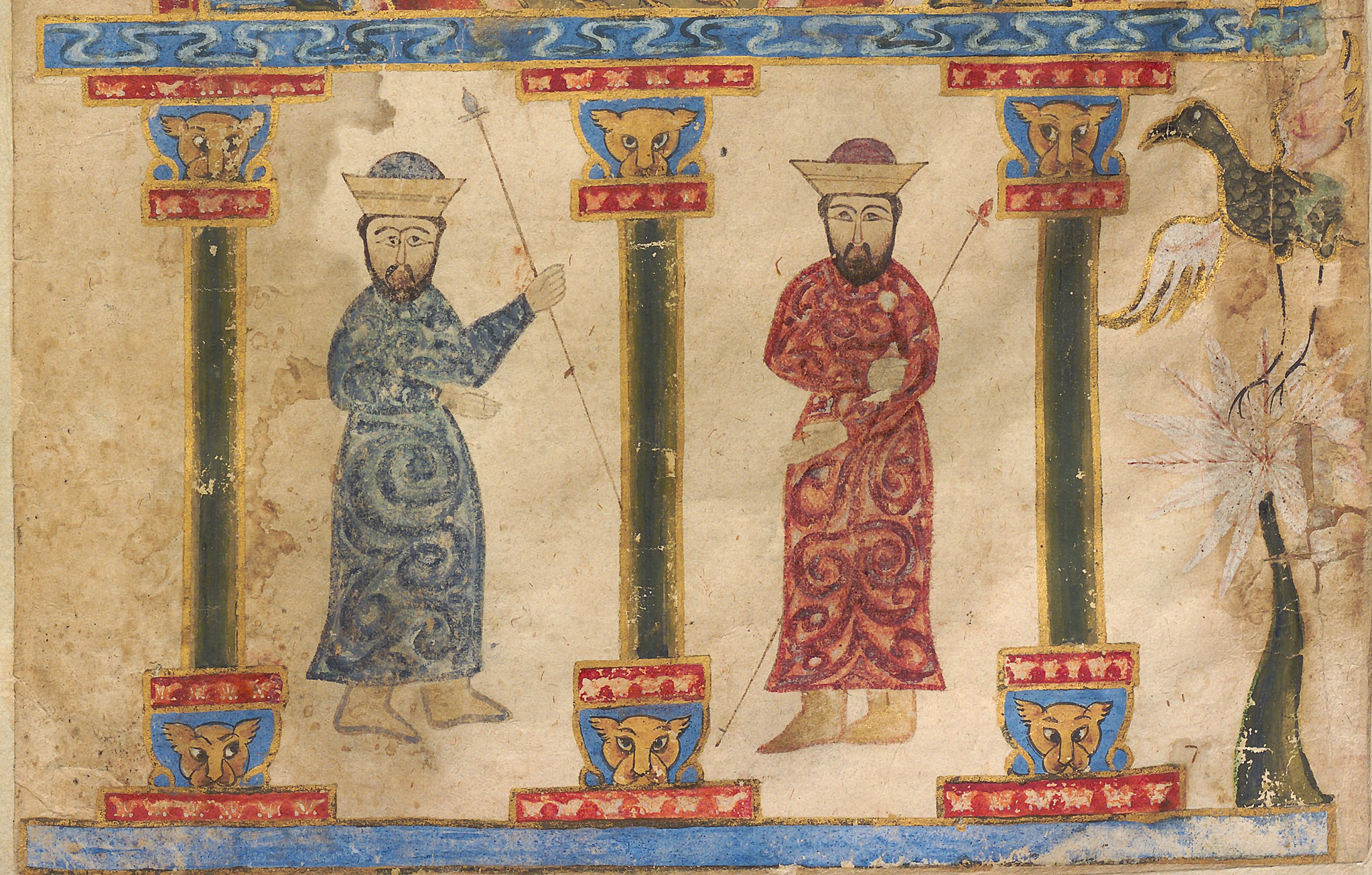
Бугта и Буртел Орбеляны, рукопись 1306 года

В 1236 году в Армению вторглись татаро-монгольские полчища под командованием Чормагана. Грузинские войска и армии армянских князей потерпели поражение и были вынуждены признать верховную власть хана в Каракоруме. Так же поступил потомок Липарита III — князь Эликум Орбелян. После переговоров с монголами он сохранил свои владения, однако взял на себя обязательство участвовать со своими войсками в дальнейших походах монголов. В дальнейшем, благодаря личным связям с великим ханом в Каракоруме, князю Смбату II удалось значительно упрочить положение рода Орбелянов.
Когда в 1249 году в Грузии и Армении поднялось восстание против монгольского ига, князь Смбат II Орбелян не решился открыто присоединиться к восставшим, хотя втайне, видимо, симпатизировал им (так, через своего вассального дворянина Танкрегула, Смбат помог царю Сванетии Давиду бежать из монгольского плена). Самому Смбату II удалось в монгольской столице Каракоруме доказать свою непричастность к восстанию.
После смерти Менгу-хана в 1259 году грузинский двор и некоторые армянские князья вновь подняли восстание против монгольского ига. Организатором восстания был великий князь Хачена Гасан-Джалал Дола и князь Закаре Закарян. На сей раз князь Смбат II Орбелян проявил ещё бо́льшую осторожность и вовсе не поддержал восставших. Восстание было подавлено в 1261 году. Монгольские правители оценили преданность Смбата II; после подавления восстания он получил титул «царя» и был переведён в монгольскую ставку в Тебризе, где и скончался в 1273 году.
Правителем Сюника стал его младший брат — князь князей Тарсаич Орбелян, правивший Сюнийским княжеством до 1290 года.
После смерти Тарсаича между его сыновьями и племянником Липаритом возникли распри из-за части владений Орбелянов — Двина, Гарни и Баргушата. Старший сын Тарсаича Эликум Орбелян (правил в 1290—1300 годах), утверждённый на княжеский престол, разделил владения Орбелянов между своими братьями, чем значительно ослабил военно-политическую мощь рода.
Наследовавший Эликуму II сын Буртел стал родоначальником побочной ветви Орбелянов — Буртелянов. После смерти Буртела и с нашествием туркменских племен и Тамерлана в 1385 году, Сюнийское княжество Орбелянов пришло в упадок. Сюнийский князь Смбат Орбелян, осаждённый в крепости Воротнаберд, был пленён завоевателями и вместе с семьей отправлен в Самарканд, откуда вернулся после принудительного принятия ислама. Его сын, князь Бешкен, был вынужден оставить вотчину Орбелянов и переселиться в Лори. Сын Бешкена Рустам Орбелян стал советником и высокопоставленным вельможей в Тебризе, продолжая владеть частью наследственных земель Орбелянов в Сюнике и Айрарате. Однако после поражения войск Тебриза под Софьяном в 1437 году Рустам Орбелян был вынужден покинуть Сюник и переселиться в Лори, распродав свои земли Татевскому монастырю.
Хотя многие представители княжеского рода Орбелянов продолжали жить в Сюнике, род потерял своё прежнее влияние и распался на ряд мелких побочных ветвей. Многие меликские (княжеские) роды Сюника в XVI—XIX веках возводили свою генеалогию именно к князьям Орбелянам; среди них и мелики Татева — Орбеляны.

### Правители
Династия Орбелян
- Липарит I — ок. 1044, 1040 г.
- Иване I — ок. 1110 г.
- Смбат I — ок. 1128 г.
- Липарит II — ок. 1128 г.
- Эликум I — ок. 1184 г. (супруга — Хатун. Далее армянская ветвь) * Иване (грузинская ветвь)
- Липарит III — ок. 1221, 1223 г. (супруга — Аспа)
- Иване II — ок. 1260 г.
- Липарит IV
- Эликум II — ок. 1290—1300 гг. (супруга — Тамта)
- Буртел — ок. 1300—1348 г. (супруга — Вахах)
- Смбат II
- Тарсаич (князь князей, атабек-регент, младший брат Смбата) — с 1273 г.
- Степанос — ок. 1406, 1422 г. (супруга — Маргарит)
- Смбат III Парон — ок. 1471, 1495 г.
- Сохраб Урутци — ок. 1508 г.

Родословное древо князей Орбелянов согласно Гевонду Алишану (недоступная ссылка)

## Светская и культурная деятельность
Несмотря на продолжительные нашествия на Армению полчищ татаро-монголов, турок и персов, в целом годы правления Орбелянов ознаменовались подъёмом армянской культуры и искусства. Орбеляны вели активное светское и церковное строительство.
В годы правления Орбелянов возведено или отреставрировано множество светских строений — десятки крепостей и замков, постоялых дворов, мостов. В XIII веке князь Тарсаич Орбелян построил дворец в Арени.
В 1216 году по указу князя Липарита Орбеляна севернее полуразрушенной землетрясением церкви, ранее основанной на месте армянского языческого храма, началось строительство новой церкви, получившей название Нораванк (дословно «новая церковь»). Строительство завершилось в 1227 году. В 1275 году была построена часовня, ставшая родовой усыпальницей княжеского дома Орбелянов. В 1339 году князь Буртел Орбелян построил церковь Сурб Аствацацин (также называющуюся Буртелашен — в честь князя Буртела) в Нораванке.
Ранее, в 1326 году, на Селимском перевале, расположенном на стратегически важном Шёлковом пути, был построен Селимский постоялый дом, строительство которого было завершено в 1332 году. Строительство заказал князь Чесар Орбелян и его братья, о чём на фасаде постоялого двора имеется следующая надпись:

«Во имя всемогущего Бога, в 1332 году во времена властителя мира Буссаид хана, я, Чесар, сын князя-князей Липарита и моя мать Анна, и внук Иване, и мои братья, статные, как львы, князья Боиртел (Буртел), Смбат и Эликум из династии Орбелянов, и моя жена Хориша, дочь Вардана из рода Серикариманов и…, построили этот духовный дом на наши средства во имя спасения душ наших и наших родителей и наших братьев во Христе, а также моих здравствующих братьев и сыновей — Саргиса, священника Ованеса, Курда и Вардана. Молим вас, странников, помянуть нас во Христе. Строительство было начато в период священнослужения Есаи и закончено благодаря его молитвам в году 1332-м».

Князья Орбеляны также способствовали развитию наук и искусств. При их покровительстве учёный Нерсес Мшеци и Есаи Нчеци создали в 1282 году Гладзорский университет в монастырском комплексе Танаат. Университет действовал до 1338 года; среди его выпускников были историк Степанос Орбелян, философ Ованес Воротнеци, миниатюристы Торос Таронаци и Аваг, а также художник Момик, ставший одним из архитекторов Нораванка.
В годы владычества Орбелянов также было поставлено множество хачкаров.

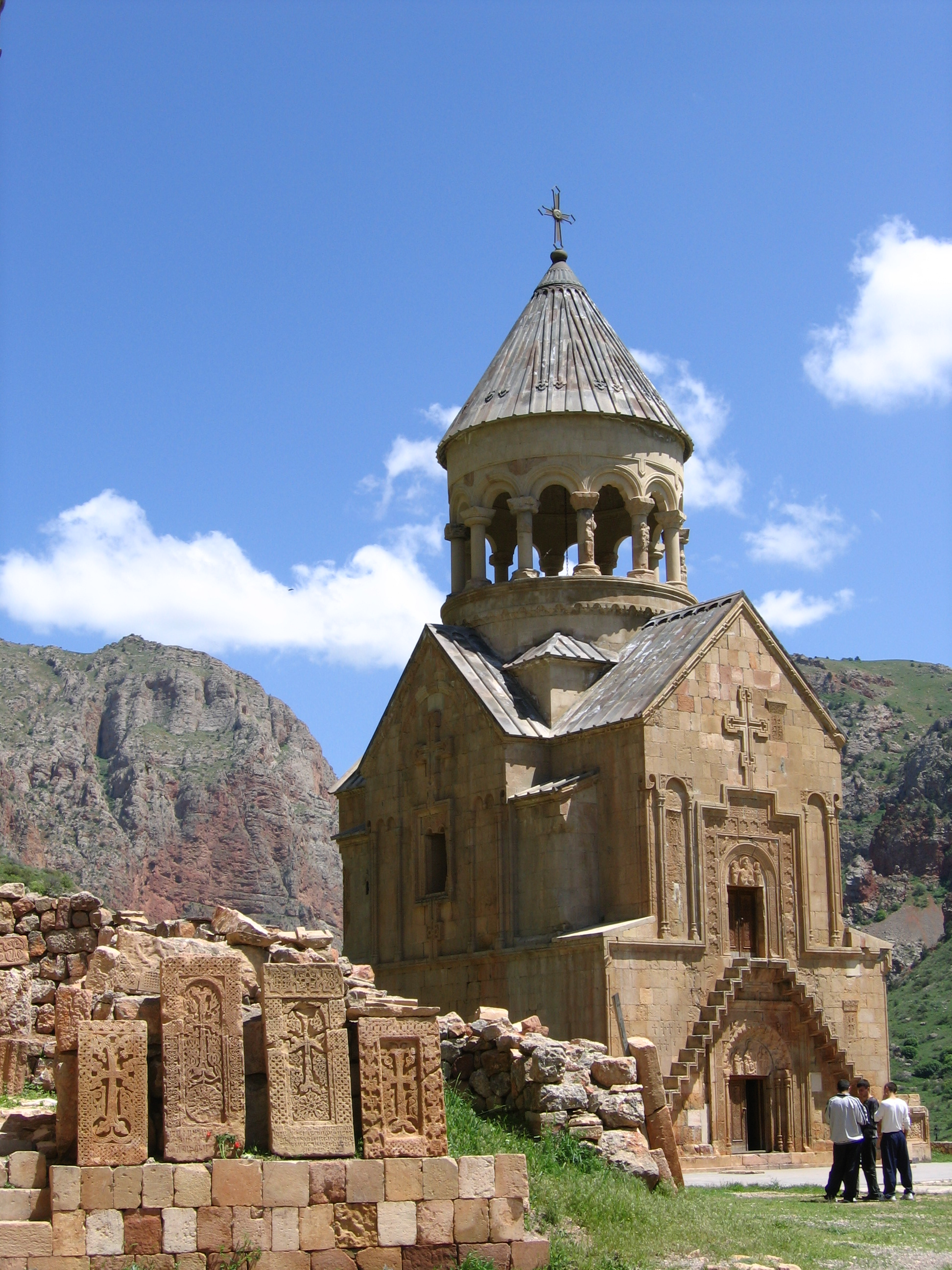
Нораванк, церковь св. Богородицы, 1339 год
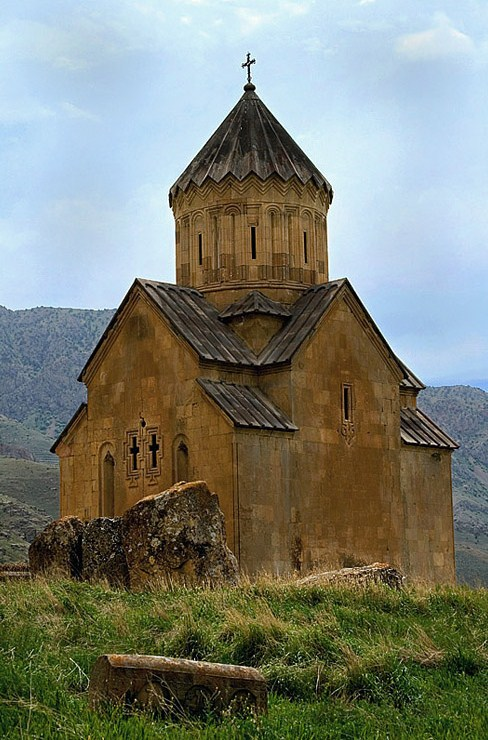
Арени, церковь св. Богородицы, 1321 год
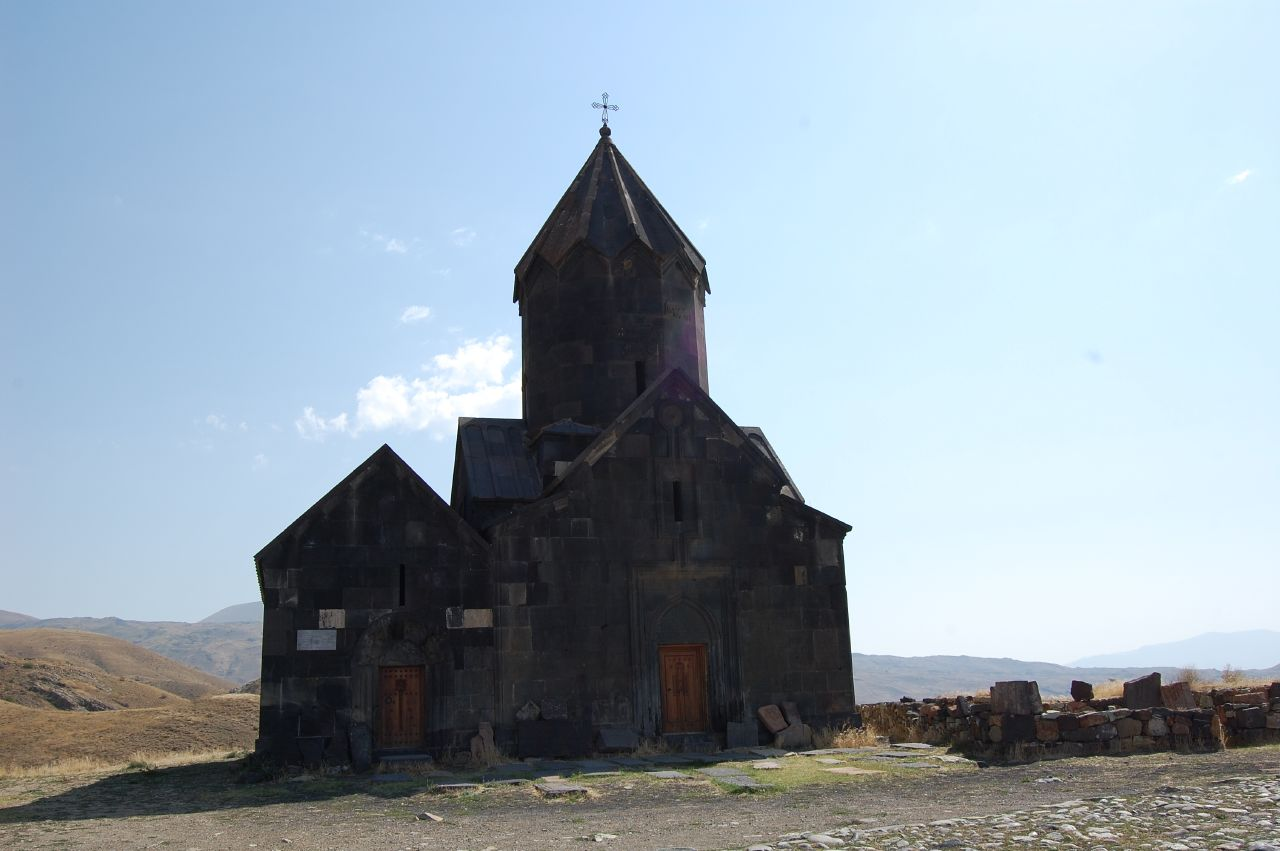
Монастырь Танаат, VIII, XIII век
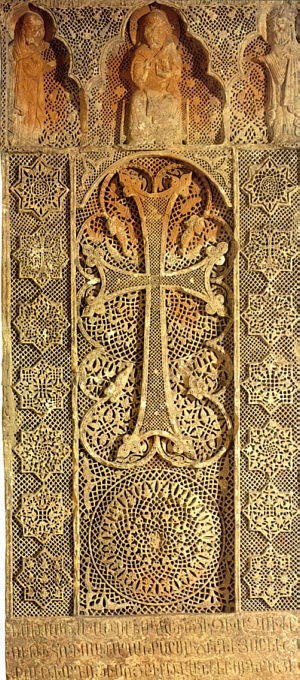
Хачкар армянского архитектора Момика, 1306 год

### Видные представители рода
- Эликум I Орбелян (ок. 1184) — основатель армянской ветви рода
- Липарит III Орбелян (ок. 1221, 1223) — один из основателей Нораванка
- Буртел Орбелян (ок. 1300—1348) — один из строителей Нораванка, родоначальник Буртелянов
- Степанос Орбелян (ок. 1250—1304) — средневековый армянский историк, политик и церковный деятель
- Константин Агапаронович Орбелян (1928—2014) — армянский дирижёр и композитор, Народный артист СССР (1979)[15]
- Константин Гарриевич Орбелян (р. 1956) — американский и российский пианист и дирижёр, Заслуженный артист Российской Федерации (2003)[16]